# Scolopendridae
Gli Scolopendridi (Scolopendridae Newport, 1844) sono una famiglia di chilopodi dell'ordine degli Scolopendromorpha.
Presentano un corpo segmentato in numerosi parti e dotato di più di venti paia di sottili arti e antenne.
L'accesa colorazione di questi animali notturni rispecchia la loro natura velenosa, invero per mezzo degli artigli stordiscono e uccidono le loro prede.

## Tassonomia
La famiglia Scolopendridae comprende 416 specie suddivise in 20 generi e 3 sottofamiglie.

### Sottofamiglia Otostigmatinae
- Genere Alipes Imhoff, 1854
  - Alipes appendiculatus Pocock, 1896
  - Alipes calcipes Cook, 1897
  - Alipes crotalus (Gerstäcker, 1854)
  - Alipes grandidieri Lucas, 1864
  - Alipes madegassus Saussure & Zehntner, 1902
  - Alipes multicostis Imhoff, 1854
- Genere Alluropus Silvestri, 1912
  - Alluropus demangei Silvestri, 1912
- Genere Asanadopsis Würmli, 1972
  - Asanadopsis nueschi Würmli, 1972
- Genere Digitipes Attems, 1930
  - Digitipes barnabasi Jangi & Dass, 1984
  - Digitipes chhotanii Jangi & Dass, 1984
  - Digitipes coonoorensis Jangi & Dass, 1984
  - Digitipes gravelyi Jangi & Dass, 1984
  - Digitipes indicus Jangi & Dass, 1984
  - Digitipes krausi Dobroruka, 1968
  - Digitipes pruthii Jangi & Dass, 1984
  - Digitipes reichardti (Kraepelin, 1903)
  - Digitipes verdascens Attems, 1930
- Genere Edentistoma Tömösváry, 1882
  - Edentistoma octosulcatum Tömösváry, 1882

- Genere Ethmostigmus Pocock, 1898
  - Ethmostigmus albidus (Tömösváry, 1885)

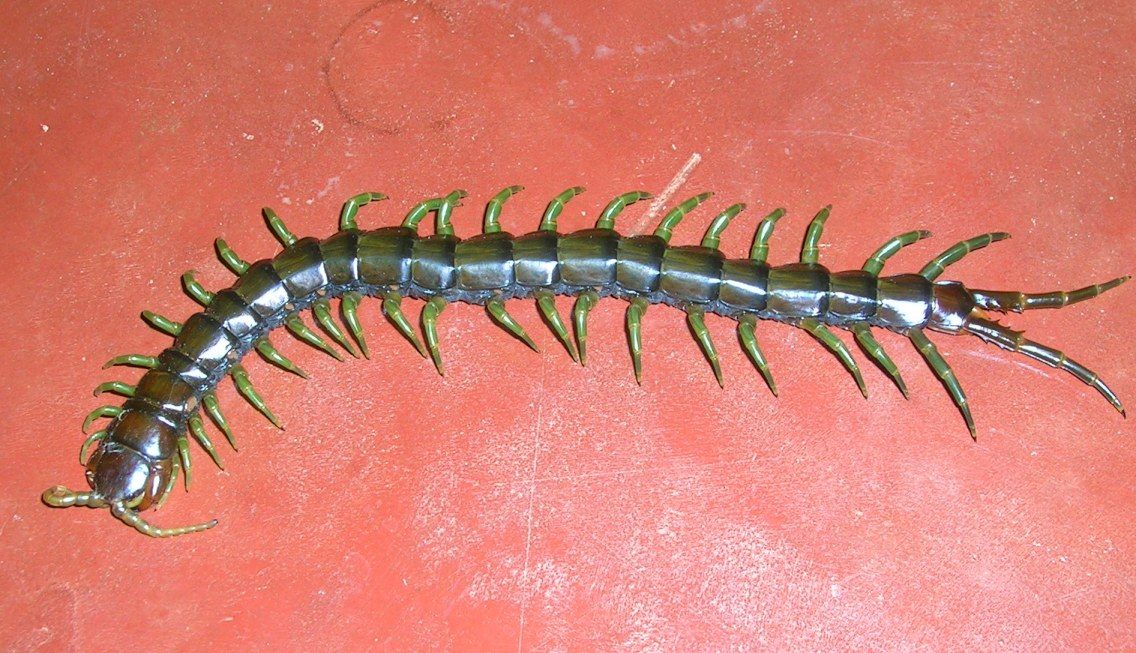
Esemplare del genere Ethmostigmus

  - Ethmostigmus californicus Chamberlin, 1958
  - Ethmostigmus coonooranus Chamberlin, 1920
  - Ethmostigmus curtipes L. E. Koch, 1983
  - Ethmostigmus granulosus Pocock, 1898
  - Ethmostigmus muiri L. E. Koch, 1983
  - Ethmostigmus nudior L. E. Koch, 1983
  - Ethmostigmus pachysoma L. E. Koch, 1983
  - Ethmostigmus parkeri L. E. Koch, 1983
  - Ethmostigmus pygomegas (Kohlrausch, 1878)
  - Ethmostigmus relictus Chamberlin, 1944
  - Ethmostigmus rubripes (Brandt, 1840)
  - Ethmostigmus rugosus Haase, 1887
  - Ethmostigmus trigonopodus (Leach, 1817)
  - Ethmostigmus tristis (Meinert, 1886)
  - Ethmostigmus venenosus (Attems, 1897)
  - Ethmostigmus waiainus Chamberlin, 1920
- Genere Otostigmus Porat, 1876 da modificare autori
  - Otostigmus aculeatus Haase, 1887
  - Otostigmus amazonae Chamberlin, 1914
  - Otostigmus amballae Chamberlin, 1913
  - Otostigmus angusticeps Pocock, 1898
  - Otostigmus asper Haase, 1887
  - Otostigmus astenus (Kohlrausch, 1878)
  - Otostigmus ateles Chamberlin, 1920
  - Otostigmus australianus Attems, 1930
  - Otostigmus beroni Lewis, 2001
  - Otostigmus brevidentatus Verhoeff, 1937
  - Otostigmus brunneus Chamberlin, 1921
  - Otostigmus bürgeri Attems, 1903
  - Otostigmus burnmurdochi Gravely, 1912
  - Otostigmus calcanus Chamberlin, 1944
  - Otostigmus caraibicus Kraepelin, 1903
  - Otostigmus carbonelli Bücherl, 1959
  - Otostigmus casus Chamberlin, 1914
  - Otostigmus caudatus Brölemann, 1902
  - Otostigmus cavalcanti Bücherl, 1939
  - Otostigmus celebensis Attems, 1934
  - Otostigmus ceylonicus Haase, 1887
  - Otostigmus chiltoni Archey, 1921
  - Otostigmus clavifer Chamberlin, 1921
  - Otostigmus cooperi Chamberlin, 1942
  - Otostigmus cuneiventris Porat, 1893
  - Otostigmus dammermani Chamberlin, 1944
  - Otostigmus demelloi Verhoeff, 1937
  - Otostigmus denticulatus Pocock, 1896
  - Otostigmus dentifusus Bücherl, 1946
  - Otostigmus diminutus Bücherl, 1946
  - Otostigmus diringshofeni Bücherl, 1969
  - Otostigmus dolosus Attems, 1928
  - Otostigmus expectus Bücherl, 1959
  - Otostigmus feae Pocock R., 1891
  - Otostigmus fossulatus Attems, 1928
  - Otostigmus fossuliger Verhoeff, 1937
  - Otostigmus foveolatus Verhoeff, 1937
  - Otostigmus füllerborni Kraepelin, 1903
  - Otostigmus gemmifer Attems, 1928
  - Otostigmus geophilinus Haase, 1887
  - Otostigmus goeldii Brölemann, 1898
  - Otostigmus greggi Chamberlin, 1944
  - Otostigmus gymnopus Silvestri, 1898
  - Otostigmus inermipes Porat, 1893
  - Otostigmus inermis Porat, 1876
  - Otostigmus insignis Kraepelin, 1903
  - Otostigmus kashmiranus Lewis, 1992
  - Otostigmus kivuensis (Dobroruka, 1968)
  - Otostigmus langei Bücherl, 1946
  - Otostigmus latipes Bücherl, 1954
  - Otostigmus lavanus Chamberlin, 1957
  - Otostigmus lawrencei Dobroruka, 1968
  - Otostigmus leior Chamberlin, 1955
  - Otostigmus limbatus Meinert, 1886
  - Otostigmus longicornis (Tömösváry, 1885)
  - Otostigmus longipes Bücherl, 1939
  - Otostigmus longistigma Bücherl, 1939
  - Otostigmus loriae Silvestri, 1894
  - Otostigmus martensi Lewis, 1992
  - Otostigmus mesethus Chamberlin, 1957
  - Otostigmus metallicus Haase, 1887
  - Otostigmus mians Chamberlin, 1930
  - Otostigmus multidens Haase, 1887
  - Otostigmus multicus Karsch, 1888
  - Otostigmus nemorensis Silvestri, 1895
  - Otostigmus niasensis Silvestri, 1895
  - Otostigmus noduliger Verhoeff, 1937
  - Otostigmus nudus Pocock, 1890
  - Otostigmus oatesi Kraepelin, 1903
  - Otostigmus occidentalis Meinert, 1886
  - Otostigmus olivaceus Attems, 1934
  - Otostigmus orientalis Porat, 1876
  - Otostigmus pahangiensis Verhoeff, 1937
  - Otostigmus pamuanus Chamberlin, 1920
  - Otostigmus parvior Chamberlin, 1957
  - Otostigmus philippinus Chamberlin, 1921
  - Otostigmus pococki Kraepelin, 1903
  - Otostigmus politus Karsch, 1881
  - Otostigmus poonamae Khanna & Tripathi, 1986
  - Otostigmus pradoi Bücherl, 1939
  - Otostigmus productus Karsch, 1884
  - Otostigmus proponens Chamberlin, 1920
  - Otostigmus punctiventer (Tömösváry, 1885)
  - Otostigmus reservatus Schileyko, 1995
  - Otostigmus rex Chamberlin, 1914
  - Otostigmus rugulosus Porat, 1876
  - Otostigmus saltensis Coscarón, 1959
  - Otostigmus samacus Chamberlin, 1944
  - Otostigmus scaber Porat, 1876
  - Otostigmus scabricauda (Humbert & Saussure, 1870)
  - Otostigmus schoutedeni (Dobroruka, 1968)
  - Otostigmus silvestrii Kraepelin, 1903
  - Otostigmus sinicolens Chamberlin, 1930
  - Otostigmus spiculifer Pocock, 1893
  - Otostigmus spinicaudus (Newport, 1844)
  - Otostigmus spinosus Porat, 1876
  - Otostigmus striolatus Verhoeff, 1937
  - Otostigmus sucki Kraepelin, 1903
  - Otostigmus suitus Chamberlin, 1914
  - Otostigmus sulcatus Meinert, 1886
  - Otostigmus sulcipes Verhoeff, 1937
  - Otostigmus sumatranus Haase, 1887
  - Otostigmus sutteri Würmli M., 1972
  - Otostigmus taeniatus Pocock, 1896
  - Otostigmus tanganjikus Verhoeff, 1941
  - Otostigmus telus Chamberlin, 1939
  - Otostigmus therezopolis Chamberlin, 1944
  - Otostigmus tibialis Brölemann, 1902
  - Otostigmus tidius Chamberlin, 1914
  - Otostigmus trisulcatus Verhoeff, 1937
  - Otostigmus troglodytes Ribaut, 1914
  - Otostigmus tuberculatus (Kohlrausch, 1878)
  - Otostigmus volcanus Chamberlin, 1955
  - Otostigmus voprosus Schileyko, 1992
  - Otostigmus ziesel Schileyko, 1992
- Genere Rhysida Wood, 1863
  - Rhysida afra (Peters, 1855)
  - Rhysida anodonta Lawrence, 1968
  - Rhysida brasiliensis Kraepelin, 1903
  - Rhysida calcarata Pocock, 1891
  - Rhysida carinulata (Haase, 1887)
  - Rhysida caripensis González-Sponga, 2002
  - Rhysida celeris (Humbert & Saussure, 1870)
  - Rhysida ceylonica Gravely, 1912
  - Rhysida chacona Verhoeff, 1944
  - Rhysida corbetti Khanna, 1994
  - Rhysida crassispina Kraepelin, 1903
  - Rhysida guayanica González-Sponga, 2002
  - Rhysida immarginata (Porat, 1876)
  - Rhysida intermedia Attems, 1910
  - Rhysida jonesi Lewis, 2002
  - Rhysida leviventer Attems, 1953
  - Rhysida lithobioides (Newport, 1845)
  - Rhysida longicarinulata Khanna & Tripathi, 1986
  - Rhysida longicornis Pocock, 1891
  - Rhysida longipes (Newport, 1845)
  - Rhysida manchurica Miyoshi, 1939
  - Rhysida marginata Attems, 1953
  - Rhysida maritima González-Sponga, 2002
  - Rhysida monalii Khanna & Kumar, 1984
  - Rhysida monaquensis González-Sponga, 2002
  - Rhysida monticola (Pocock, 1891)
  - Rhysida neocrassispina Jangi & Dass, 1984
  - Rhysida neoesparanta González-Sponga, 2002
  - Rhysida nuda (Newport, 1845)
  - Rhysida polyacantha L. E. Koch, 1985
  - Rhysida porlamarensis González-Sponga, 2002
  - Rhysida riograndensis Bücherl, 1939
  - Rhysida rubra Bücherl, 1939
  - Rhysida singaporiensis Verhoeff K.W., 1937
  - Rhysida stuhlmanni Kraepelin, 1903
  - Rhysida sucupaensis González-Sponga, 2002
  - Rhysida suvana Chamberlin, 1920
  - Rhysida ventrisulcus Attems, 1930

### Sottofamiglia Scolopendrinae
- Genere Arthrorhabdus Pocock, 1891
  - Arthrorhabdus formosus Pocock, 1891
  - Arthrorhabdus jonesii Verhoeff, 1938
  - Arthrorhabdus mjobergi Kraepelin, 1916
  - Arthrorhabdus paucispinus Koch, 1984
  - Arthrorhabdus pygmaeus (Pocock, 1895)
  - Arthrorhabdus somalus Manfredi, 1933
- Genere Asanada Meinert, 1885
  - Asanada agharkari (Gravely, 1912)
  - Asanada akashii Takakuwa, 1938
  - Asanada brevicornis Meinert, 1886
  - Asanada indica Jangi & Dass, 1984
  - Asanada lindbergi Loksa, 1971
  - Asanada maligii Jangi & Dass, 1984
  - Asanada philippina Chamberlin R., 1921
  - Asanada sinaitica Chamberlin, 1921
  - Asanada socotrana Pocock, 1899
  - Asanada sukhensis Jangi & Dass, 1984
  - Asanada sütteri Würmli, M., 1972
  - Asanada tchadensis Dobroruka, 1968
  - Asanada walkeri (Pocock, 1891)
- Genere Campylostigmus Ribaut, 1923
  - Campylostigmus biseriatus Ribaut, 1923
  - Campylostigmus consobrinus Ribaut, 1923
  - Campylostigmus crassipes Ribaut, 1923
  - Campylostigmus decipiens Ribaut, 1923
  - Campylostigmus orientalis Ribaut, 1923
  - Campylostigmus plessisi Demange, 1963

- Genere Cormocephalus Newport, 1844

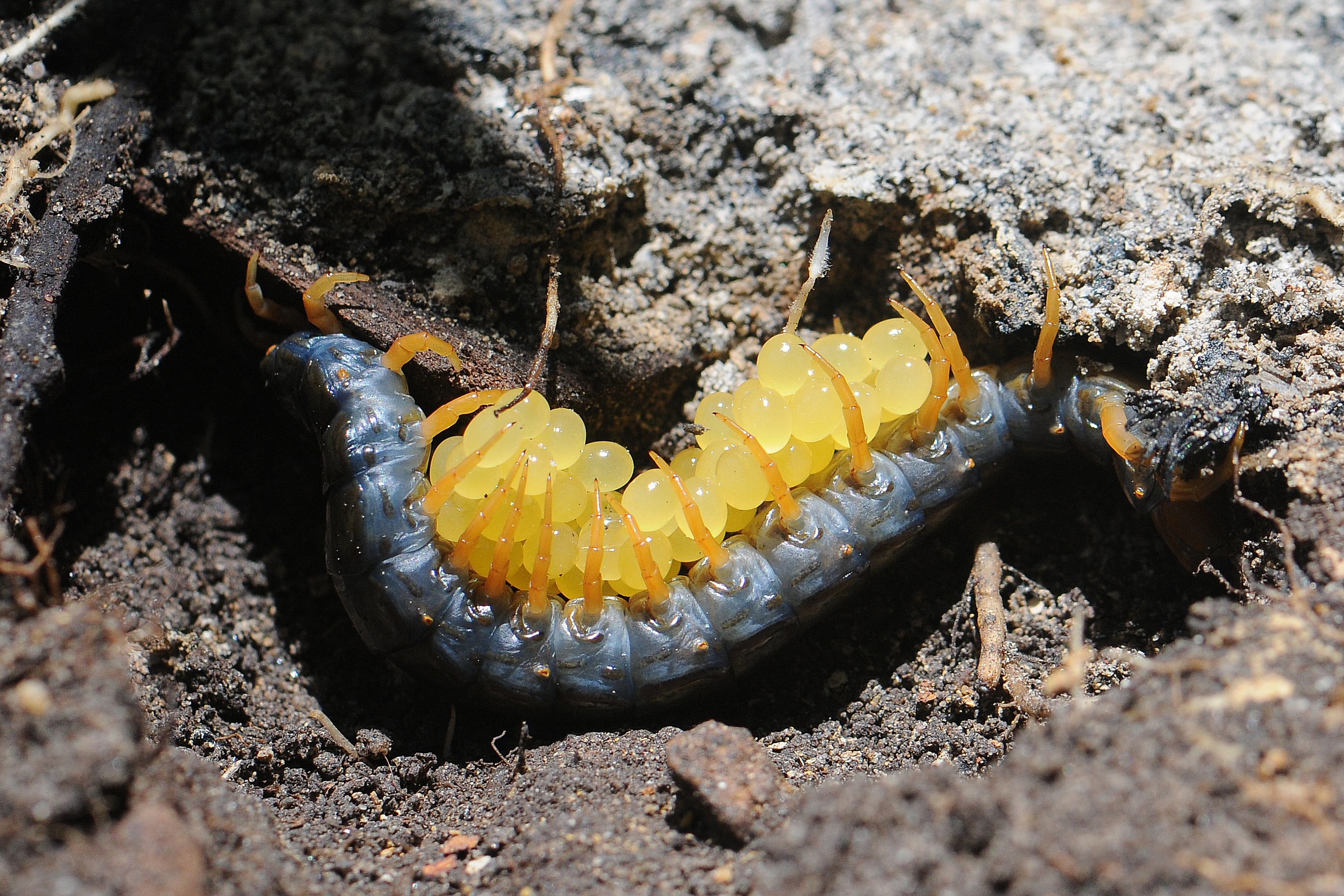
Esemplare di Cormocephalus aurantipes

  - Cormocephalus abundantis González-Sponga, 2000
  - Cormocephalus aeruginosus Attems, 1928
  - Cormocephalus albidus Kraepelin, 1903
  - Cormocephalus amazonae (R. Chamberlin, 1914)
  - Cormocephalus ambiguus (Brandt, 1841)
  - Cormocephalus amphieurys (Kohlrausch, 1878)
  - Cormocephalus andinus (Kraepelin, 1903)
  - Cormocephalus anechinus (Chamberlin, 1957)
  - Cormocephalus arantsoae Saussure & Zehntner, 1902
  - Cormocephalus aurantiipes (Newport, 1844)
  - Cormocephalus bevianus Lawrence, 1960
  - Cormocephalus bonaerius Attems, 1928
  - Cormocephalus brachyceras L. E. Koch, 1983
  - Cormocephalus brasiliensis Humbert & Saussure, 1870
  - Cormocephalus brevicornis Kraepelin, 1903
  - Cormocephalus brincki Lawrence, 1955
  - Cormocephalus bungalbinensis L. E. Koch, 1983
  - Cormocephalus büttneri Kraepelin, 1903
  - Cormocephalus cognatus Ribaut, 1923
  - Cormocephalus coynei L. E. Koch, 1984
  - Cormocephalus cupipes Pocock, 1891
  - Cormocephalus denticaudus Jangi & Dass, 1984
  - Cormocephalus dentipes Pocock, 1891
  - Cormocephalus deventeri Lawrence, 1970
  - Cormocephalus devylderi Porat, 1893
  - Cormocephalus edithae González-Sponga, 2000
  - Cormocephalus esulcatus Pocock, 1901
  - Cormocephalus facilis González-Sponga, 2000
  - Cormocephalus ferox Saussure & Zehntner, 1902
  - Cormocephalus flavescens Kraepelin, 1903
  - Cormocephalus fontinalis (Attems, 1928)
  - Cormocephalus gervaisianus (C. L. Koch, 1841)
  - Cormocephalus glabratus González-Sponga, 2000
  - Cormocephalus gracilipes Saussure & Zehntner, 1902
  - Cormocephalus granulipes Lawrence, 1958
  - Cormocephalus granulosus Ribaut, 1923
  - Cormocephalus guildingii Newport, 1845
  - Cormocephalus hartmeyeri Kraepelin, 1908
  - Cormocephalus hirtipes (Ribaut, 1923)
  - Cormocephalus humilis Attems, 1928
  - Cormocephalus impressus Porat, 1876
  - Cormocephalus impulsus Lewis, 1989
  - Cormocephalus incongruens Kraepelin, 1903
  - Cormocephalus inermipes Pocock, 1891
  - Cormocephalus inermis (Kraepelin, 1916)
  - Cormocephalus inopinatus (Kraepelin, 1908)
  - Cormocephalus insulanus Attems, 1928
  - Cormocephalus katangensis Goffinet, 1969
  - Cormocephalus kraepelini Attems, 1930
  - Cormocephalus laevipes Pocock, 1891
  - Cormocephalus lineatus Newport, 1845
  - Cormocephalus lissadellensis L. E. Koch, 1983
  - Cormocephalus longipes Ribaut, 1923
  - Cormocephalus macrosestrus (Attems, 1928)
  - Cormocephalus maritimo González-Sponga, 2000
  - Cormocephalus mecistopus Brolemann, 1922
  - Cormocephalus mecutinus Attems, 1928
  - Cormocephalus mediosulcatus Attems, 1928
  - Cormocephalus milloti R. F. Lawrence, 1960
  - Cormocephalus minor Chamberlin, 1927
  - Cormocephalus mixtus (Ribaut, 1923)
  - Cormocephalus monilicornis Wood, 1862
  - Cormocephalus monteithi L. E. Koch, 1983
  - Cormocephalus multispinosus Attems, 1909
  - Cormocephalus multispinus (Kraepelin, 1903)
  - Cormocephalus mundus Chamberlin, 1955
  - Cormocephalus neocaledonicus (Kraepelin, 1903)
  - Cormocephalus nigrificatus Verhoeff, 1937
  - Cormocephalus nitidus Porat, 1871
  - Cormocephalus novaehollandiae (Kraepelin, 1908)
  - Cormocephalus nudipes Jangi & Dass, 1984
  - Cormocephalus oligoporus Kraepelin, 1903
  - Cormocephalus pallidus Silvestri, 1899
  - Cormocephalus papuanus Attems, 1914
  - Cormocephalus parcespinatus Porat, 1893
  - Cormocephalus philippinensis Kraepelin, 1903
  - Cormocephalus pilosus Jangi, 1955
  - Cormocephalus pontifex Attems, 1928
  - Cormocephalus pseudopunctatus Kraepelin, 1903
  - Cormocephalus punctatus Porat, 1871
  - Cormocephalus pustulatus Kraepelin, 1903
  - Cormocephalus pygmaeus Pocock, 1892
  - Cormocephalus rhodesianus Lawrence, 1955
  - Cormocephalus rubriceps (Newport, 1843)
  - Cormocephalus rugosus Ribaut, 1923
  - Cormocephalus setiger Porat, 1871
  - Cormocephalus similis L.E. Koch, 1983
  - Cormocephalus spinosior L.E. Koch, 1983
  - Cormocephalus strigosus Kraepelin, 1908
  - Cormocephalus subspinulosus Machado, 1951
  - Cormocephalus tingonus Chamberlin, 1957
  - Cormocephalus tricuspis Kraepelin, 1916
  - Cormocephalus tumidus Lawrence, 1960
  - Cormocephalus turneri Pocock, 1901
  - Cormocephalus ungueserratus Verhoeff, 1941
  - Cormocephalus ungulatus (Meinert, 1886)
  - Cormocephalus venezuelianus (Brölemann, 1898)
  - Cormocephalus westangelasensis L. E. Koch, 1983
  - Cormocephalus westwoodi (Newport, 1844)
- Genere Hemiscolopendra Kraepelin, 1903
  - Hemiscolopendra marginata (Say, 1821)
- Genere Notiasemus L.E. Koch, 1985
  - Notiasemus glauerti L.E. Koch, 1985
- Genere Psiloscolopendra Kraepelin, 1903
  - Psiloscolopendra feae Pocock, R.I., 1891
- Genere Rhoda Meinert, 1886
  - Rhoda isolata Chamberlin, 1958
  - Rhoda spinifer (Kraepelin, 1903)
  - Rhoda thayeri Meinert, 1886

- Genere Scolopendra Linnaeus, 1758
  - Scolopendra abnormis Lewis & Daszak, 1996
  - Scolopendra afer (Meinert, 1886)
  - Scolopendra alternans Leach, 1813
  - Scolopendra andhrensis Jangi & Dass, 1984
  - Scolopendra angulata Newport, 1844

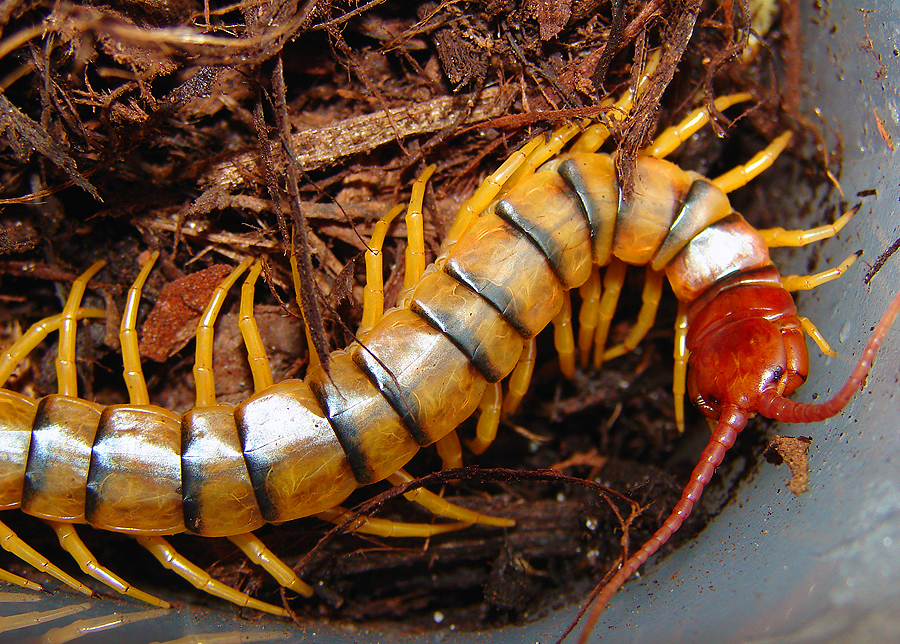
Esemplare di Scolopendra polymorpha

  - Scolopendra angusticollis Murray, 1887
  - Scolopendra anomia Newport, 1844
  - Scolopendra antananarivoensis Kronmüller, 2010
  - Scolopendra appendiculata Daday, 1891
  - Scolopendra arborea Lewis, 1982
  - Scolopendra arenicola (Lawrence, 1975)
  - Scolopendra armata Kraepelin, 1903
  - Scolopendra arthrorhabdoides Ribaut, 1912
  - Scolopendra attemsi Lewis, Minelli & Shelley, 2006
  - Scolopendra aztecorum Verhoeff, 1934
  - Scolopendra calcarata Porat, 1876
  - Scolopendra canidens Newport, 1844
  - Scolopendra childreni Newport, 1844
  - Scolopendra chlora Chamberlin, 1942
  - Scolopendra chlorotes L. Koch, 1856
  - Scolopendra cingulata Latreille, 1829
  - Scolopendra clavipes C.L. Koch, 1847
  - Scolopendra concolor Newport, 1845
  - Scolopendra crassa Templeton, 1846
  - Scolopendra cretica Lucas, 1853
  - Scolopendra cribrifera Gervais, 1847
  - Scolopendra crudelis C.L. Koch, 1847
  - Scolopendra dalmatica C.L. Koch, 1847
  - Scolopendra ellorensis Jangi & Dass, 1984
  - Scolopendra fissispina L. Koch, 1865
  - Scolopendra foveolata Verhoeff, 1937
  - Scolopendra galapagoensis Bollman, 1889
  - Scolopendra gigantea Linnaeus, 1758
  - Scolopendra gracillima Attems, 1898
  - Scolopendra hardwickei Newport, 1844
  - Scolopendra hermosa Chamberlin, 1941
  - Scolopendra heros Girard, 1853
  - Scolopendra horrida C.L. Koch, 1847
  - Scolopendra inaequidens Gervais, 1847
  - Scolopendra indiae (Chamberlin, 1914)
  - Scolopendra indica Meinert, 1886
  - Scolopendra inermipes C.L. Koch, 1847
  - Scolopendra inermis Newport, 1845
  - Scolopendra jangii Khanna & Yadav, 1997
  - Scolopendra koreana (Verhoeff, 1934)
  - Scolopendra labiata C.L. Koch, 1863
  - Scolopendra laeta Haase, 1887
  - Scolopendra langi (Chamberlin, 1927)
  - Scolopendra latro Meinert, 1886
  - Scolopendra limicolor Wood, 1861
  - Scolopendra lucasii Gervais, 1847
  - Scolopendra lutea (Attems, 1928)
  - Scolopendra madagascariensis Attems, 1910
  - Scolopendra malkini Chamberlin, 1955
  - Scolopendra mazbii Gravely, 1912
  - Scolopendra media (Muralewicz, 1926)
  - Scolopendra melionii Lucas, 1853
  - Scolopendra metuenda Pocock, 1895
  - Scolopendra michoachana Chamberlin, 1941
  - Scolopendra mima Chamberlin, 1942
  - Scolopendra mirabilis (Porat, 1876)
  - Scolopendra monticola (Lawrence, 1975)
  - Scolopendra morsitans Linnaeus, 1758
  - Scolopendra multidens Newport, 1844
  - Scolopendra negrocapitis Zhang & Wang, 1999
  - Scolopendra nuda (Jangi & Dass, 1980)
  - Scolopendra occidentalis Meinert F., 1886
  - Scolopendra octodentata Verhoeff, 1934)
  - Scolopendra oraniensis Lucas, 1846
  - Scolopendra pachygnatha Pocock, 1895
  - Scolopendra paranuda (Khanna & Tripathi, 1987)
  - Scolopendra pentagramma Motschoulsky, 1886
  - Scolopendra pinguis Pocock, 1891
  - Scolopendra polymorpha Wood, 1861
  - Scolopendra pomacea C.L. Koch, 1847
  - Scolopendra puncticeps Wood, 1861
  - Scolopendra punensis Jangi & Dass, 1984
  - Scolopendra robusta Kraepelin, 1903
  - Scolopendra sanatillae Bollman, 1893
  - Scolopendra silhetensis Newport, 1845
  - Scolopendra somala Manfredi, 1933
  - Scolopendra spinipriva Bücherl, 1946
  - Scolopendra spinosissima Kraepelin, 1903
  - Scolopendra subcrostalis Kronmüller, 2009
  - Scolopendra subspinipes Leach, 1815
  - Scolopendra sumichrasti Saussure, 1860
  - Scolopendra tenuitarsis Pocock, 1895
  - Scolopendra teretipes (Porat, 1893)
  - Scolopendra valida Lucas, 1840
  - Scolopendra violacea Fabricius, 1798
  - Scolopendra viridicornis Newport, 1844
  - Scolopendra viridipes Dufour, 1820
  - Scolopendra virides Say, 1821
  - Scolopendra zuluana (Lawrence, 1958)
- Genere Scolopendropsis Brandt, 1841
  - Scolopendropsis bahiensis (Brandt, 1841)
  - Scolopendropsis duplicata Chagas-Junior, Edgecombe & Minelli, 2008

### Sottofamiglia Sterropristinae
- Genere Malaccolabis Verhoeff, 1937
  - Malaccolabis metallica Verhoeff, 1937
- Genere Sterropristes Attems, 1934
  - Sterropristes sarasinorum Attems, 1934